# Korean-Air-Flug 858
Korean-Air-Flug 858 war am 29. November 1987 auf dem Weg von Bagdad nach Seoul (Flughafen Gimpo). Zwei nordkoreanische Agenten deponierten eine Bombe in der Passagierkabine, bevor sie das Flugzeug bei einem Zwischenstopp am Flughafen Abu Dhabi verließen. Die Maschine explodierte über der Andamanensee und riss 115 Menschen mit in den Tod. Die Ermittlungen und die Zeugenaussagen legen eine direkte Verwicklung Kim Jong-ils, des Sohnes und Nachfolgers des damaligen nordkoreanischen Diktators Kim Il-sung nahe.

## Flugdetails
Der Flug 858 wurde mit einer Boeing 707-3B5C mit dem Kennzeichen HL7406 durchgeführt, die am 29. November 1987 auf dem Flug von Abu Dhabi nach Bangkok mit 104 Passagieren (die meisten südkoreanische Gastarbeiter, die aus dem Nahen Osten zurückkehrten) und elf Crewmitgliedern über dem Andamanischen Meer explodierte. Zwei nordkoreanische Agenten waren in Bagdad zugestiegen und hatten die Maschine bei einem Zwischenstopp in Abu Dhabi verlassen, nachdem sie eine Zeitbombe im Gepäckfach über den Sitzen hinterlassen hatten. Die Agenten wurden auf der Flucht verhaftet, als sie versuchten, Bahrain mit gefälschten japanischen Papieren zu verlassen. Sie versuchten sich der Verhaftung durch die Einnahme von Zyanidkapseln zu entziehen. Der ältere, 70-jährige Kim Sung Il starb unmittelbar, während die 25-jährige Kim Hyon Hui (auch: Kim Hyon Hee) überlebte.

## Untersuchung
Wie bei einer Sitzung des UN-Sicherheitsrates am 15. Dezember 1987 bekannt wurde, wurde Kim Hyon Hui von Bahrain nach Seoul überstellt und erholte sich dort weiter von der Gifteinnahme. Nachdem sie das Leben in Südkorea im Fernsehen gesehen hatte, legte sie freiwillig ein umfangreiches Geständnis ab und sagte, dass sie „als Werkzeug für nordkoreanische Terroraktivitäten ausgenutzt worden“ sei. Sie beschrieb ihre Reise unter Aufsicht nordkoreanischer Agenten von Pjöngjang über Moskau, Budapest, Wien, Belgrad, und schließlich nach Bagdad, wo die Bombe präpariert wurde. Die Flucht sollte von Abu Dhabi via Amman nach Rom führen, wurde aber wegen Komplikationen mit den Visa nach Bahrain umgeleitet.
Im Januar 1988 erklärte Kim Hyon Hui in einer Pressekonferenz der Agency for National Security Planning, des südkoreanischen Geheimdienstes, dass sie und ihr Partner nordkoreanische Genossen seien. Sie sagte, sie hätten ein Radio mit 350 Gramm C-4-Sprengstoff und eine Flasche mit ca. 700 ml PLX-Sprengstoff in der Gepäckablage über den Sitzen in der Passagierkabine deponiert. Kim Hyon Hui drückte Reue über ihre Taten aus und bat die Familien der Opfer um Verzeihung. Sie sagte außerdem, der Befehl für den Bombenanschlag stamme direkt aus der Feder Kim Jong-ils, der die südkoreanische Regierung destabilisieren, die südkoreanische Parlamentswahl 1988 stören und Teams von der Teilnahme an den Olympischen Sommerspielen in Seoul abschrecken wollte. Ein Artikel von Peter Maass in der Washington Post vom 15. Januar 1988 gibt an, dass es unklar sei, ob Kim Hyon Hui zu dieser Aussage genötigt wurde, oder ob sie sie aus Reue über ihre Taten machte. Auch der Spiegel hält das Geständnis in gewissen Details für fragwürdig.

## Nachwirkungen
Im Jahr 1993 publizierten William Morrow & Co. The Tears of My Soul (Die Tränen meiner Seele), Kim Hyon Huis Beschreibung, wie sie als nordkoreanische Spionageagentin trainiert wurde und den Anschlag ausführte. Als Zeichen ihrer Reue spendete sie die gesamten Einnahmen aus dem Buch den Hinterbliebenen der Opfer.
Basierend auf den südkoreanischen Untersuchungsergebnissen bezeichnete das Außenministerium der Vereinigten Staaten den Bombenanschlag als „Terroristischen Akt“ und Nordkorea bis 2008 als Unterstützerstaat von Terrorismus.
Der Anschlag wurde ausführlich in mindestens zwei Sitzungen des UN-Sicherheitsrates besprochen, wobei der Vorwurf und die Beweise von allen Seiten ausgesprochen wurden, aber keine Resolution gefasst wurde. Es war der Anschlag mit den meisten Todesopfern in der Geschichte Südkoreas.
Während der Nordkorea-Krise 2013 gestand Kim Hyun-hee in einem Interview mit dem Sender Australian Broadcasting Corporation wiederum ihre Schuld am Attentat.